# Hortus Eystettensis

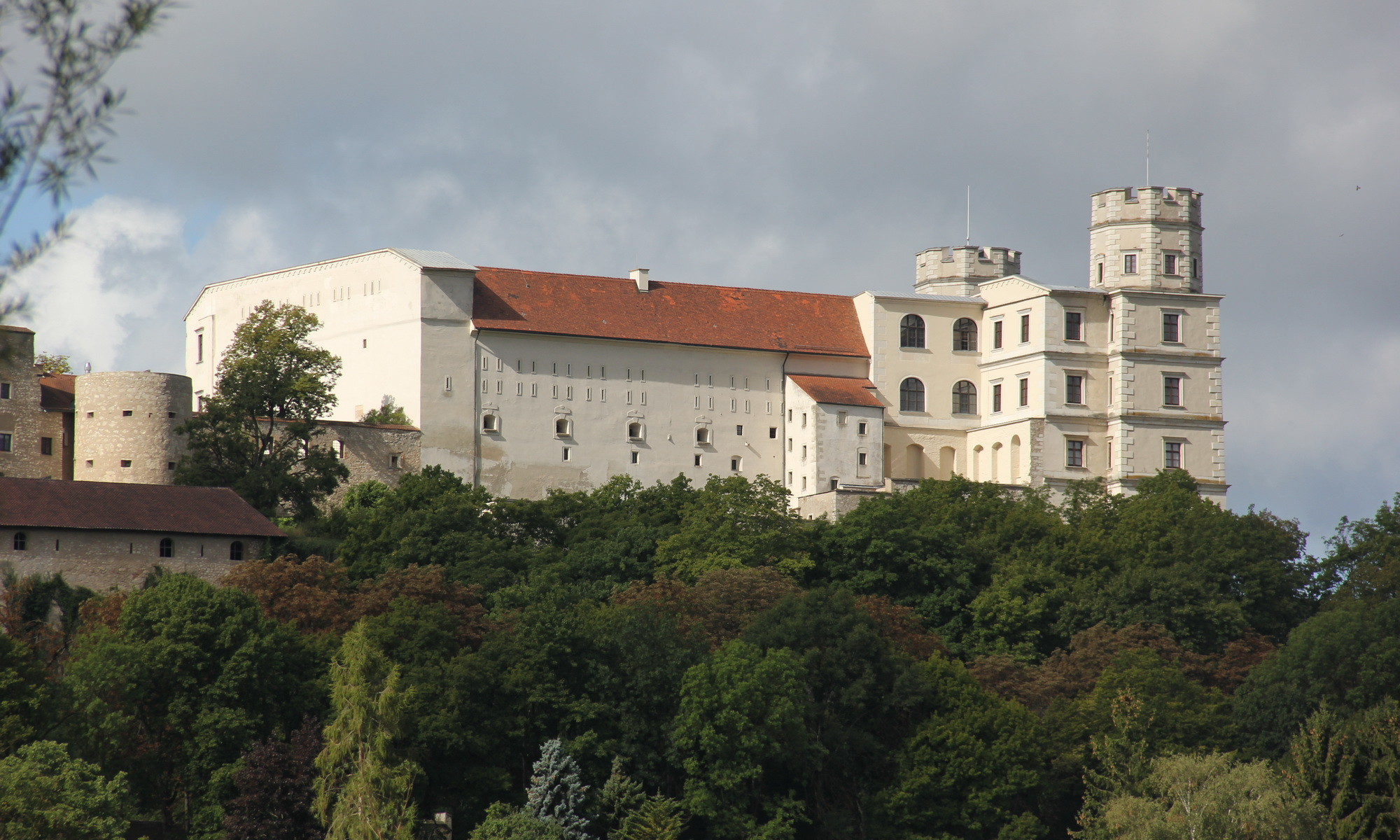
Willibaldsburg

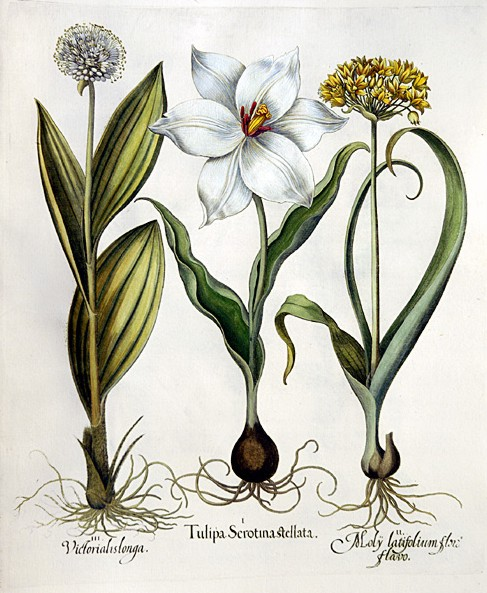
Kolorierter Druck des Hortus Eystettensis

Der Hortus Eystettensis (lateinisch für „Eichstätter Garten“) war ein Botanischer Garten, der in der Zeit der Renaissance unter Fürstbischof Johann Konrad von Gemmingen auf den Bastionen der Willibaldsburg in Eichstätt angelegt wurde. Die Pflanzen des Gartens wurden beschrieben im botanischen Prachtwerk Hortus Eystettensis, das im Auftrag des Fürstbischofs 1613 erstmals erschien.
Der 1998 auf der Willibaldsburg wieder angelegte „Eichstätter Bastionsgarten“ wird mitunter als Hortus Eystettensis bezeichnet, doch zeigt er lediglich die Pflanzen, die im Werk beschrieben wurden.

## Geschichte
Bereits bevor Fürstbischof Johann Konrad von Gemmingen den berühmten Hortus Eystettensis anlegen ließ, gab es auf der Willibaldsburg Gärten. So ließ Fürstbischof Martin von Schaumberg (1523–1590) „newe Gaerten […] hinter dem Schloß“ anlegen.
Der ab 1595 amtierende Erzbischof Gemmingen beauftragte den Arzt und Botaniker Joachim Camerarius (1534–1598) mit einer Erweiterung des Gartens, was ab 1597 umgesetzt wurde. Nach dessen Tod setzte der Nürnberger Apotheker Basilius Besler (1561–1629) seine Arbeit fort. Der „Hortus Eystettensis“ bestand aus acht Gartenbereichen um die Residenz auf dem Willibaldsberg; zu den Altanen gelangte der Fürstbischof auf einer „botanischen Treppe“ (Stiegenhaus mit pflanzenbemalter Holzkassettendecke). Für die Anlage des Gartens war vermutlich nicht ausschließlich die Naturliebe des Fürstbischofs ausschlaggebend; die Anlage mit den kostbaren und exotischen Pflanzen war auch Repräsentation seiner fürstlichen Macht.
Die Beauftragung der Grafiken, die die dort gezeigten Pflanzen darstellten, war die logische Fortsetzung dieser Machtpräsentation. 1613 erschien das Prachtwerk „Hortus Eystettensis“, verfasst von dem Apotheker, Botaniker, Sammler, Kupferstecher und Verleger Basilius Besler aus Nürnberg (1561–1629). Der Druck ist wohl in verschiedenen Werkstätten erfolgt. Das Werk zeigt Pflanzenarten aus aller Welt, darunter 349 Arten, die in Deutschland vorkamen, 209 süd- und südosteuropäischer Herkunft, 63 asiatische, neun afrikanische und 23 amerikanische Arten. Ob diese Pflanzen alle im fürstbischöflichen Garten auf Willibaldsburg wuchsen, muss offenbleiben. Das Buch ist ein wichtiger Beitrag zur fürstbischöflichen, weltmännischen Repräsentation über das kleine Fürstentum hinaus.
Nach dem Tod des Fürstbischofs im Jahr 1612 wurde der Garten vernachlässigt. Teile des Gartens gingen zugunsten von Erweiterungen der Bastion verloren. Im Dreißigjährigen Krieg (1618–1648) wurde der Garten beschädigt. 1648 begann unter Fürstbischof Marquard II. Schenk von Castell (1605–1685) die Wiederherstellung, und unter Fürstbischof Johann Anton I. Knebel von Katzenelnbogen (1646–1725) war der Garten letztmals intakt. Danach gab es nur noch einen Nutzgarten.
Die Gärtner wohnten außerhalb der Burg. Von 1710/12 hat sich das sogenannte Botanikerhaus unterhalb der Burg am Mondscheinweg als Wohnstallhaus erhalten, dessen Renovierung durch den Bayerischen Staat 2007 abgeschlossen wurde. Vom steinernen Gartenschmuck des fürstbischöflichen Gartens ist eine Springbrunnenschale aus dem 17. Jahrhundert erhalten.
Der ab 1995 von der Bayerischen Schlösserverwaltung auf der nördlichen Bastion der Vorburg, der „Schmiede-Bastion“ neu errichtete und 1998 eröffnete „Bastionsgarten“ zeugt von der einstigen Pracht des fürstbischöflichen Repräsentationsgartens. Es ist unklar, wo sich der historische Garten tatsächlich befand.